# 오카지마 기요노부
오카지마 기요노부(일본어: 岡島 清延, 1971년 6월 30일 ~ )는 일본의 전 축구 선수이다.

## 구단 경력
1994년 J1리그의 우라와 레즈에 입단했다. 1995년 재팬 풋볼 리그의 도쿄 가스로 이적했다. 1997년까지 60경기에 출전하여, 7득점을 넣었다. 1997년후 현역 은퇴.